# Boisgervilly
Boisgervilly is een gemeente in het Franse departement Ille-et-Vilaine (regio Bretagne). De plaats maakt deel uit van het arrondissement Rennes. Boisgervilly telde op 1 januari 2022 1.757 inwoners.

## Geografie
De oppervlakte van Boisgervilly bedroeg op 1 januari 2022 19,95 vierkante kilometer; de bevolkingsdichtheid was toen 88,1 inwoners per km².

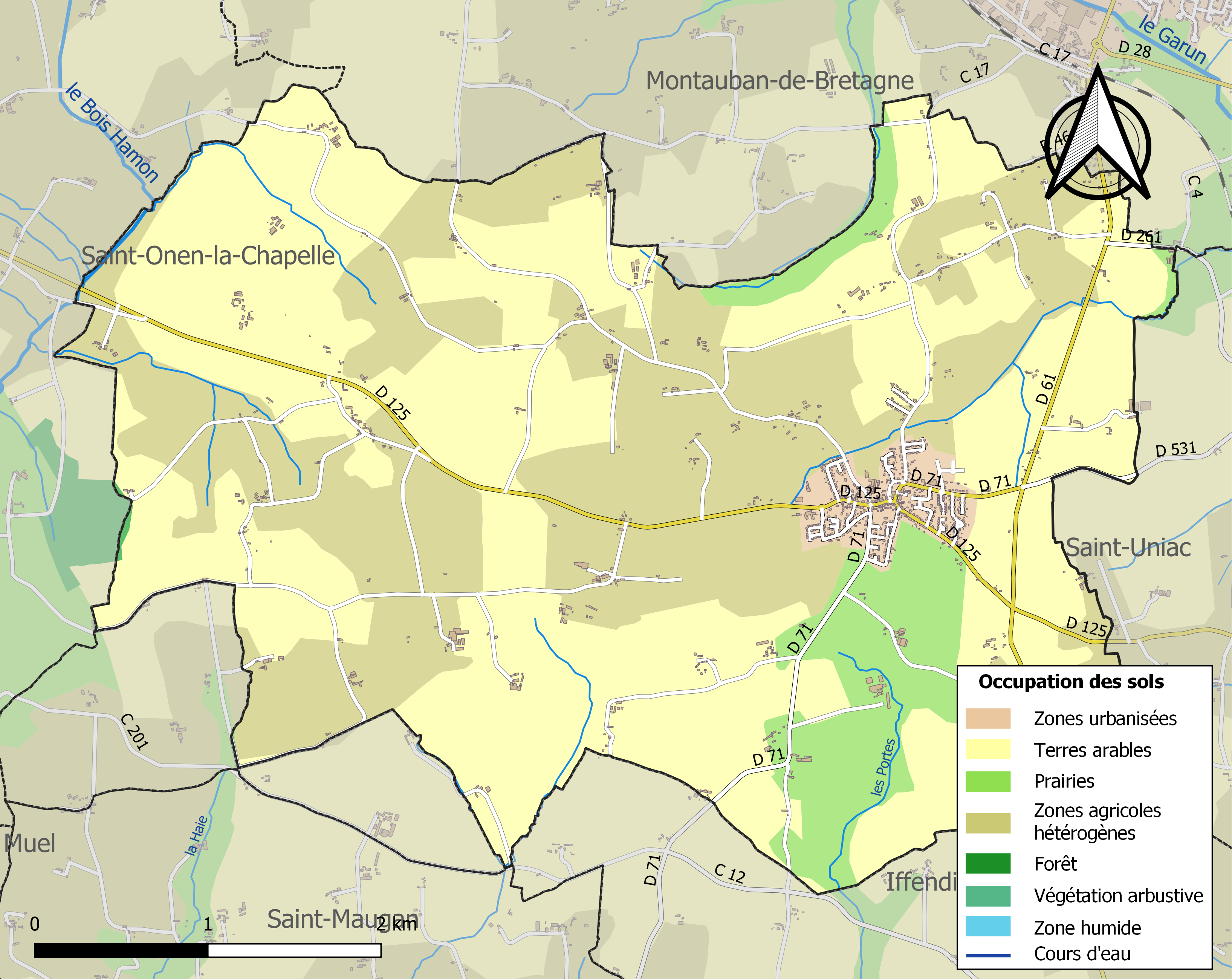
Kaart van de gemeente met belangrijkste infrastructuur, bodemgebruik en omliggende gemeenten

## Demografie
Onderstaande figuur toont het verloop van het inwonertal (bron: INSEE-tellingen).